# Spilopelia chinensis
La tortora macchiata, tortora cinese o tortora della Cina (Spilopelia chinensis (Scopoli, 1786)) è un uccello della famiglia dei Columbidi originario della regione orientale.

## Descrizione

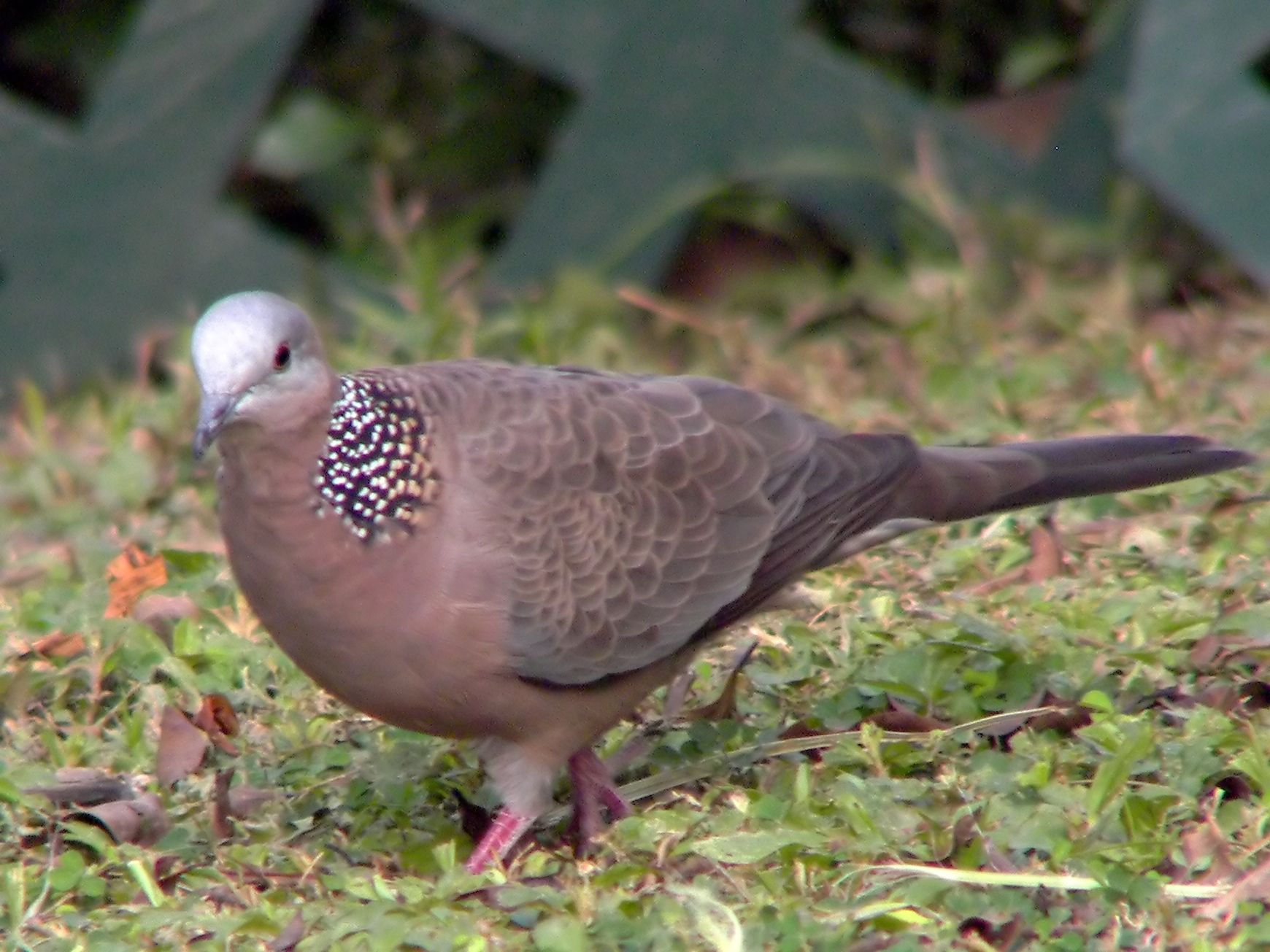
S. c. chinensis a Hong Kong.

### Dimensioni
Misura circa 32 cm di lunghezza e ha un'apertura alare di 43-48 cm.

### Aspetto
La tortora della Cina è una tortora di medie dimensioni, abbastanza tozza, con una lunga coda dall'estremità larga e squadrata e delle ali relativamente corte e arrotondate. Il piumaggio è interamente marrone-camoscio, di una tonalità più scura rispetto a quella della tortora dal collare orientale o della tortora lamentosa americana. La nuca e i lati del collo sono ornati da una macchia nera punteggiata di bianco, che forma una sorta di largo semicollare. Questa macchia, diagnostica della specie, è ben visibile negli adulti ma assente nei giovani. Le parti inferiori, il petto e la parte anteriore del collo presentano una sfumatura rosea. La testa è di colore simile, ma tendente al grigio chiaro, soprattutto a livello del vertice. Il basso ventre e il sottocoda sono bianco-crema. Il dorso e le copritrici alari, più scure delle parti inferiori, sono di colore bruno terra, più o meno unito a seconda della sottospecie: ogni piuma presenta un margine camoscio ed è divisa in due da una linea scura più o meno visibile, che dona al piumaggio un aspetto che varia da vagamente squamato a decisamente macchiato, a seconda delle sfumature dei colori e dello spessore delle linee dei disegni. Le remiganti sono di colore marrone scuro, le copritrici primarie sono grigio-bluastre. La coda è marrone scuro, ma le timoniere esterne presentano un'ampia fascia bianca all'estremità, visibile soprattutto in volo. Il becco è scuro, nero o marrone scuro. Le zampe sono rosa brillante. L'iride è gialla, arancione o rosa salmone. Una linea lorale scura è spesso visibile tra la base del becco e l'occhio. Il dimorfismo sessuale è assente. Il giovane presenta un piumaggio più opaco dell'adulto ed è privo del collare nero punteggiato di bianco caratteristico della specie.

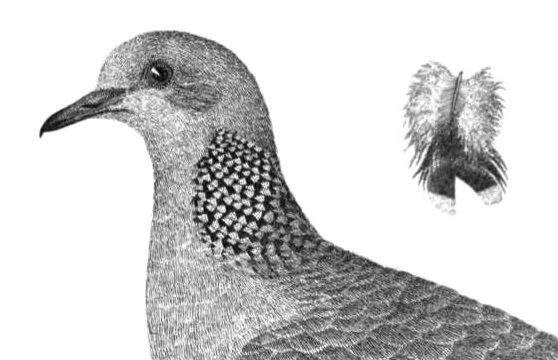
Le piume bifide del collo.

Attualmente vengono riconosciute cinque sottospecie (tre secondo alcuni autori). Il sito BirdLife International ritiene che le sottospecie del subcontinente indiano (suratensis e ceylonensis) formino una specie a sé stante, la tortora indiana (Spilopelia suratensis), giustificando tale scelta sulla base delle differenze del piumaggio, che in queste sottospecie è più maculato, dell'anello oculare rosso e di altre differenze per quanto riguarda il richiamo.

### Voce
Il richiamo è costituito da un tubare dolce e ripetitivo, con un'inflessione crescente, su 3 o 4 note, la seconda o la terza delle quali leggermente prolungata: coo-coo-croooo o ou-hou-o-hourrp e coo-crooo-coo. Il numero di sillabe varia a seconda della sottospecie: nelle sottospecie indiane vari croo vengono aggiunti al tubare di base, cosa che non avviene nelle popolazioni più orientali.

## Biologia

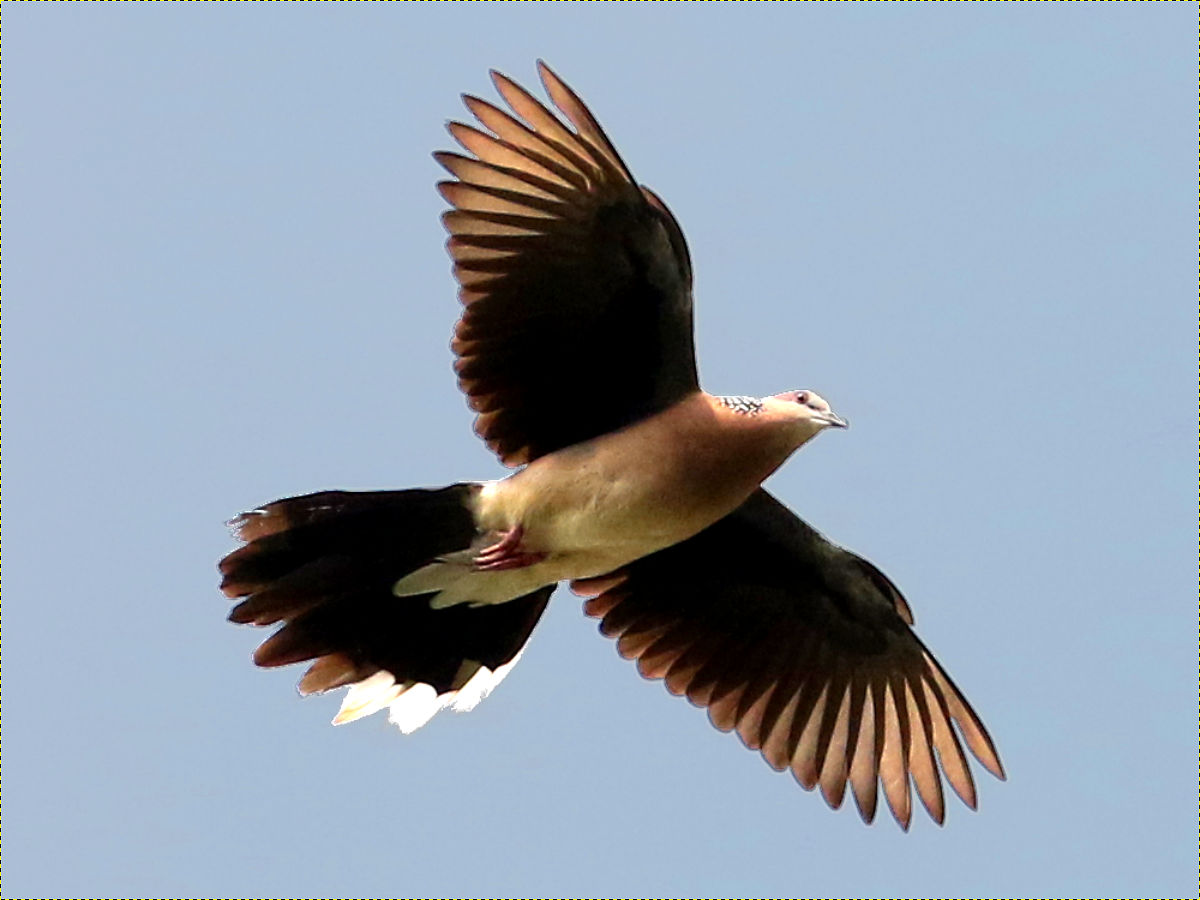
Esemplare in volo sul palazzo reale di Bang Pa-In (Thailandia).

La tortora della Cina non è una specie molto gregaria; si osserva generalmente da sola, in coppia o in piccoli gruppi, più spesso sul terreno. Nella maggior parte delle regioni in cui vive è un uccello piuttosto confidente che non teme l'uomo. Non sono molti i predatori conosciuti che le danno la caccia, esclusi l'uomo e il gatto domestico. Ha un volo rapido con battiti d'ala regolari. Quando viene disturbata, si alza in volo quasi verticalmente, sbattendo rumorosamente le ali. Questa abitudine di involarsi bruscamente al minimo preavviso sembra creare problemi negli aeroporti, in quanto i movimenti delle tortore, difficili da prevedere, provocano collisioni con gli aerei.

### Alimentazione
La tortora della Cina si nutre principalmente sul terreno, dove va in cerca di semi di graminacee e di altre piante, oltre a frutti caduti. Occasionalmente, può anche mangiare insetti come le termiti alate. Nelle regioni dove la pratica di nutrire artificialmente gli uccelli è ben sviluppata, questa specie visita le mangiatoie, ma generalmente si accontenta di beccare i semi caduti a terra.

### Riproduzione

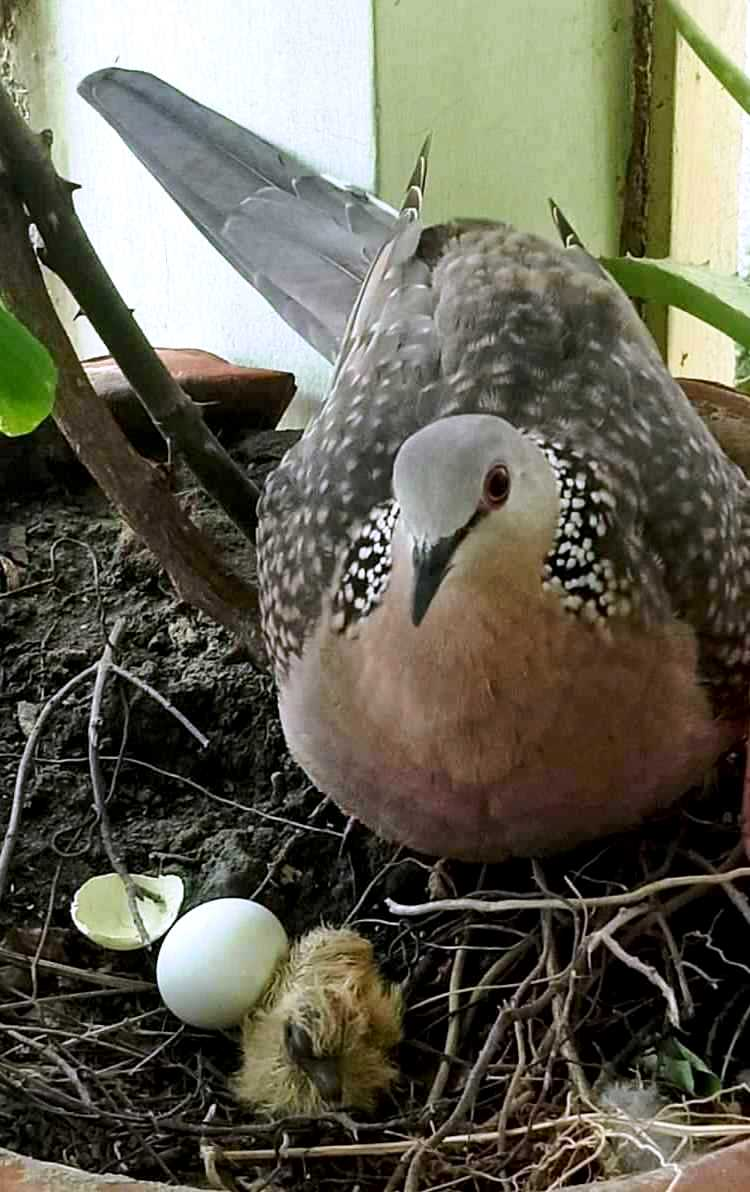
S. c. suratensis con un pulcino e un uovo nel nido.

La stagione riproduttiva è più o meno estesa a seconda delle regioni: nella zona tropicale la tortora della Cina si riproduce tutto l'anno, mentre nelle regioni più temperate si accontenta di nidificare in primavera ed estate. Il numero di covate all'anno varia quindi da 2 a 4 a seconda delle condizioni climatiche. Durante la parata nuziale, il maschio tuba, si inchina davanti alla femmina ed esegue delle dimostrazioni aeree. Il nido viene costruito generalmente in un cespuglio o in un albero, a poca altezza dal suolo, o talvolta su un supporto più artificiale come un palo del telefono o una casetta nido. L'aspetto del nido è quello tipico di tutti i columbidi: un assemblaggio sommario di rametti e ramoscelli, attraverso i quali è possibile talvolta vedere le uova. Come la maggior parte delle tortore e dei piccioni, la femmina depone due uova. I due genitori partecipano alla costruzione del nido, alla cova delle uova e all'alimentazione dei piccoli. Le uova si schiudono nel giro di 14-18 giorni e i piccoli lasciano il nido quando hanno 2 o 3 settimane.

## Distribuzione e habitat
L'areale originario della specie comprende tutto il Sud-est asiatico: subcontinente indiano, Myanmar, Laos, Cambogia, Vietnam, Thailandia, Malaysia, Filippine, Cina orientale e meridionale, Taiwan e Indonesia occidentale. È stata introdotta anche a Sulawesi e nelle Molucche (Indonesia), in Australia (intorno al 1860), in Nuova Zelanda, in Nuova Caledonia, alle Figi, a Mauritius (nel XVIII secolo), alle Hawaii e in California (nella regione di Los Angeles, agli inizi del XX secolo). Nella California sud-occidentale è riuscita a insediarsi con successo, ma il numero di esemplari è in diminuzione da diversi decenni. È presente anche a Santa Catalina, una delle Channel Islands.
Nel Sud-est asiatico, sua area di origine, la tortora della Cina vive nei giardini e nei boschi aperti, nelle savane alberate, nei terreni agricoli e nelle zone residenziali. In India si incontra soprattutto nelle regioni umide. Gli ambienti frequentati sono grosso modo gli stessi nelle regioni in cui è stata introdotta: strade, parchi, giardini, zone agricole e zone ricoperte da boscaglia tropicale in Australia, zone residenziali, parchi, giardini, sponde alberate dei corsi d'acqua e aziende agricole in California.

## Tassonomia
Come già ricordato, ne vengono riconosciute cinque sottospecie:
- S. c. suratensis (J. F. Gmelin, 1789), diffusa in Pakistan, India, Nepal e Bhutan;
- S. c. ceylonensis (Reichenbach, 1851), endemica dello Sri Lanka;
- S. c. tigrina (Temminck, 1809), ampiamente diffusa dal Bangladesh e dall'India nord-orientale alle isole della Sonda, attraverso Indocina e Filippine;
- S. c. chinensis (Scopoli, 1786), diffusa dal Myanmar nord-orientale alla Cina centrale e orientale e a Taiwan;
- S. c. hainana (Hartert, E, 1910), endemica di Hainan, un'isola al largo delle coste sud-orientali della Cina.

## Conservazione
La specie è molto comune nel suo areale originario e non è minacciata. Il suo areale è in espansione, soprattutto nelle zone dove essa è stata introdotta, come l'Australia. Al contrario, la popolazione è in diminuzione in California, per ragioni che restano ancora da chiarire (arrivo della tortora dal collare orientale o dello scoiattolo volpe, aumento delle popolazioni della cornacchia americana, intensificazione dell'urbanizzazione...). La specie viene cacciata a scopo alimentare in molti paesi asiatici e alle Hawaii. In alcune regioni, come la Thailandia o l'Indonesia, a volte è vittima dei pesticidi o delle catture per il mercato degli animali da compagnia. Non vi sono prove che la specie entri in competizione con le specie indigene nei paesi in cui è stata introdotta, ad eccezione forse delle Filippine.